# Yan Shimin
Pour les articles homonymes, voir Yan.
Dans ce nom chinois, le nom de famille, Yan, précède le nom personnel.
Yan Shimin, née le 24 août 1987 au Zhejiang, est une rameuse chinoise.

## Biographie
Yan Shiminremporte aux Championnats du monde d'aviron 2006 son premier titre majeur avec une médaille d'or en deux de couple poids légers en compagnie de Xu Dongxiang. Aux Mondiaux de 2007 et de 2010, elle est médaillée de bronze en quatre de couple poids légers.